# Bulbophyllum elodeiflorum
Bulbophyllum elodeiflorum är en orkidéart som beskrevs av Johannes Jacobus Smith. Bulbophyllum elodeiflorum ingår i släktet Bulbophyllum och familjen orkidéer. Inga underarter finns listade i Catalogue of Life.